# 樂擎
樂擎（1991年6月12日—），作家，經常受邀至全台灣各高中、大學演講。
自2013年在個人臉書上分享各樣升學經驗的文章，漸漸受到人們關注；2016年起經營Instagram並持續分享升學文章、回應各方對於升學的疑問，受邀到學校演講；2017年開始寫感情、親情、生活等方面的故事。據誠品書店、博客來調查，其深獲22歲以下讀者支持。
為台灣前百大網紅。自稱「文字擺渡人」並曾在台灣IG追蹤數排名第六。台灣TOP 100 Instagram 帳號影響力排名第10。截至2023年在Instagram上有逾104萬追蹤者。

## 簡介
本名即為樂擎，在網路擁有高關注度，擅長以文字描繪人與人之間的情感，文章常讓許多網友感同身受
其認為自己並非厲害的人，身體狀況不佳，從小便常跑醫院，也有學習障礙，所以成績並不理想。當年考研究所時，與理想校系的最低錄取分數，僅差0.0520分，但正是如此，給了他勇氣向別人分享自己生命，希冀透過此帶給其他人力量。

## 作品
- 2016年10月20日 《才18歲，你可以成為任何人》 ISBN 9789869344906
- 2017年10月10日 《筆尖上的擺渡人》ISBN 9789869344937
- 2017年10月20日 《那些關於上大學，你需要知道的事》 ISBN 9789869344944
- 2018年8月13日 《願你的深情，能被溫柔以待》ISBN 9789869623667
- 2019年7月29日 《在被遺忘的角落，你有我》ISBN 9789869344951
- 2021年10月30日 《願你去發光，而不僅是被照亮》ISBN 9789869344968